# Isostyla biquadrata
Isostyla biquadrata är en fjärilsart som beskrevs av Louis Beethoven Prout 1918. Isostyla biquadrata ingår i släktet Isostyla och familjen tandspinnare. Inga underarter finns listade i Catalogue of Life.